# Toxic (album Young Multi)
Toxic – czwarty album studyjny polskiego trapera Young Multi, wydany 17 grudnia 2021 przez własną oficynę muzyka, a dystrybuowany przez My Music.
Płyta zadebiutowała w zestawieniu OLiS na dziesiątym miejscu. Zdobyła we wrześniu 2022 status złotej płyty a następnie w grudniu 2023 - platynowej. Ponadto trzy single ("Bez serca", "Sól", "Oscar" - również zdobyły certyfikat złotej płyty).

## Lista utworów
1. „Bez serca” (gośc. Miszel, Matiskater)
2. „Ballada o samotności (vlone)”
3. „Toxic Luv” (gośc. White 2115)
4. „Przekręt” (gośc. Trill Pem)
5. „48100”
6. „Oscar” (gośc. White Widow)
7. „Mam już dość”
8. „Beksa”
9. „Bardzo boli”
10. „Fanta” (gośc. Waima)
11. „Nigdy nie śpię”
12. „Ziomeczki ziomy”
13. „S3N!”
14. „Sól”
15. „Wolność”
16. „Blik”
17. „Trill”
18. „Toast”

## Certyfikaty i sprzedaż
| Kraj          | Certyfikat      | Sprzedaż |
| ------------- | --------------- | -------- |
| Polska (ZPAV) | platynowa płyta | 30 000+  |